# تپلک خالدار
تپلک خالدار (نام علمی: Acropternis orthonyx) نام یک گونه از تیره مورچه‌گیران است.
این گونه پرنده در شمال رشته‌کوه آند در آمریکای جنوبی زندگی می‌کند. طول کلی این پرنده ۲۱–۲۲ سانتی‌متر و وزنش نیز حدود ۸۰ و ۱۰۰ گرم است.